# Cantone di Bar-le-Duc-Nord
Il Cantone di Bar-le-Duc-Nord era una divisione amministrativa dell'arrondissement di Bar-le-Duc.
È stato soppresso a seguito della riforma complessiva dei cantoni del 2014, che è entrata in vigore con le elezioni dipartimentali del 2015.
Comprendeva parte della città di Bar-le-Duc e i comuni di:
- Fains-Véel
- Longeville-en-Barrois